# En
En (Juniperus communis) är en vintergrön barrväxt inom familjen cypressväxter.

## Historik
Enen är allmänt spridd över hela norra halvklotet. I takt med inlandsisens avsmältning kom den in från Danmark ungefär samtidigt som asp och björk. Den är köldtålig och dess utbredning har inte begränsats av klimatskäl i Sverige. Enen är Smålands landskapsträd.

## Beskrivning
Enen är tvåbyggare vilket betyder att individerna är honliga eller hanliga. Barren sitter i kransar om tre och honkottarna har tre fröfjäll. Det som i dagligt tal kallas enbär är egentligen ett slags bärkottar. Efter pollineringen utvecklas fröfjällen till ett köttigt bärlikt hölje kring de tre fröna. Enbärens frön mognar först under tredje året. Hankottarna består av pollensäckar som torkar och faller av kort efter det att pollenkornen spritts med vinden på våren.

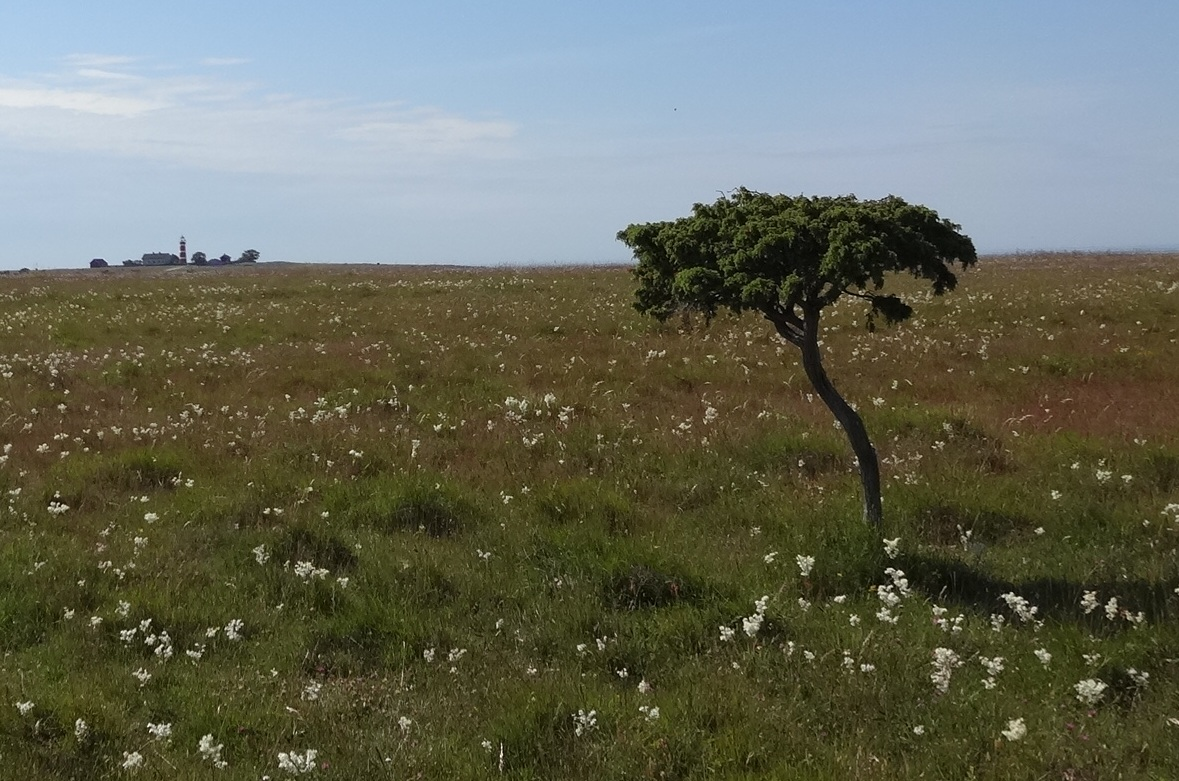
En en, med typiskt utseende för Närsholmen på Gotland.

På enen ses ofta ett slags utväxter som fått namnet "kikbär" och som liknar ett öppnat fröhus med tre valv. Denna bildning består av tre mycket förstorade barr, som omsluter tre mindre sådana, och nedanför kikbäret sitter tre mycket små barr, liksom lågblad på grenen. Denna företeelse är en s.k. gallbildning, förorsakad av en däri boende insektslarvs angrepp på växtens skott, och kallas därför ett "zoocecidium". Insekten är en gallmygga, Allmän engallmygga, Oligotrophus juniperinus.

## Miljö

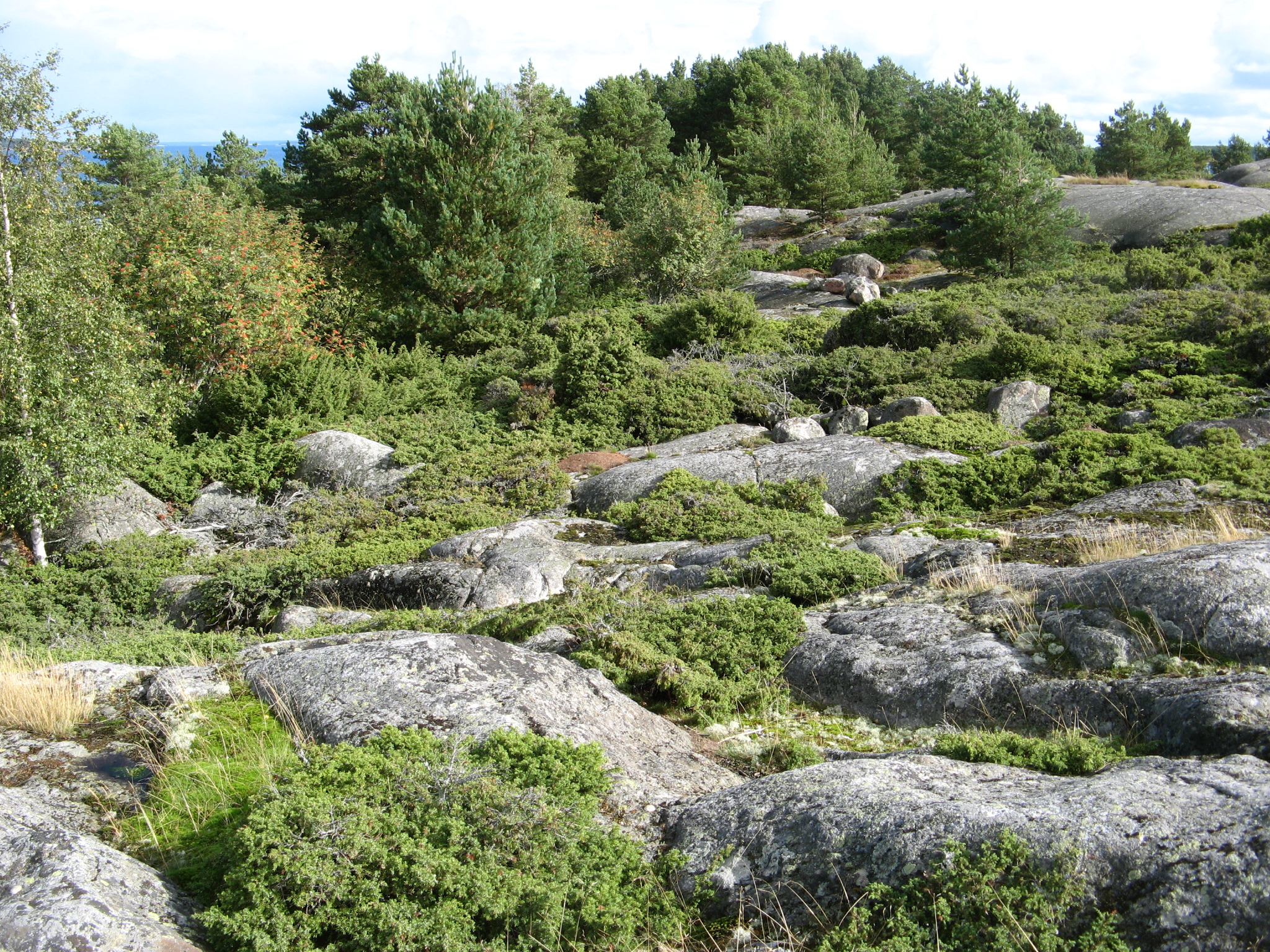
Lågväxande en på holme i Skärgårdshavet (björk, rönn och tall i bakgrunden).

Enen är mycket vanlig i Norden och finns i hela den norra tempererade zonen. Enen är oftast busklik till följd av att kronstammen är låg och nedsänkt i mossa och barrmylla. Nästan alltid kan man dock längst nere urskilja en kort kronstam, som uppbär kronan. Enen är därför oftast ett buskträd. Inte sällan blir enen dock ett högstammigt träd av ungefär fyra till åtta meter, men kan nå en höjd av ända upp till femton meter, och har då oftast tät, cypresslik eller kägelformig krona. De renaste enbestånden ser man på magra, stenbundna backar mellan de odlade fälten, eftersom uthuggning och avbetning där har utrotat lövskogen. Vissa delar av fjällhedarna är också översållade med små enar, som antagit dynform eller spaljéform.
En inventering i Jämtland har visat att enen på 1950-talet nådde 1 300 m höjd, men 2008 hade den krupit högre, ända till 1 405 m. Oberoende undersökningar i Alperna, Pyrenéerna, Jurabergen och Uralbergen har visat samma tendenser. Orsaken antas vara den period av global uppvärmning som jorden nu är inne i.

## Odling

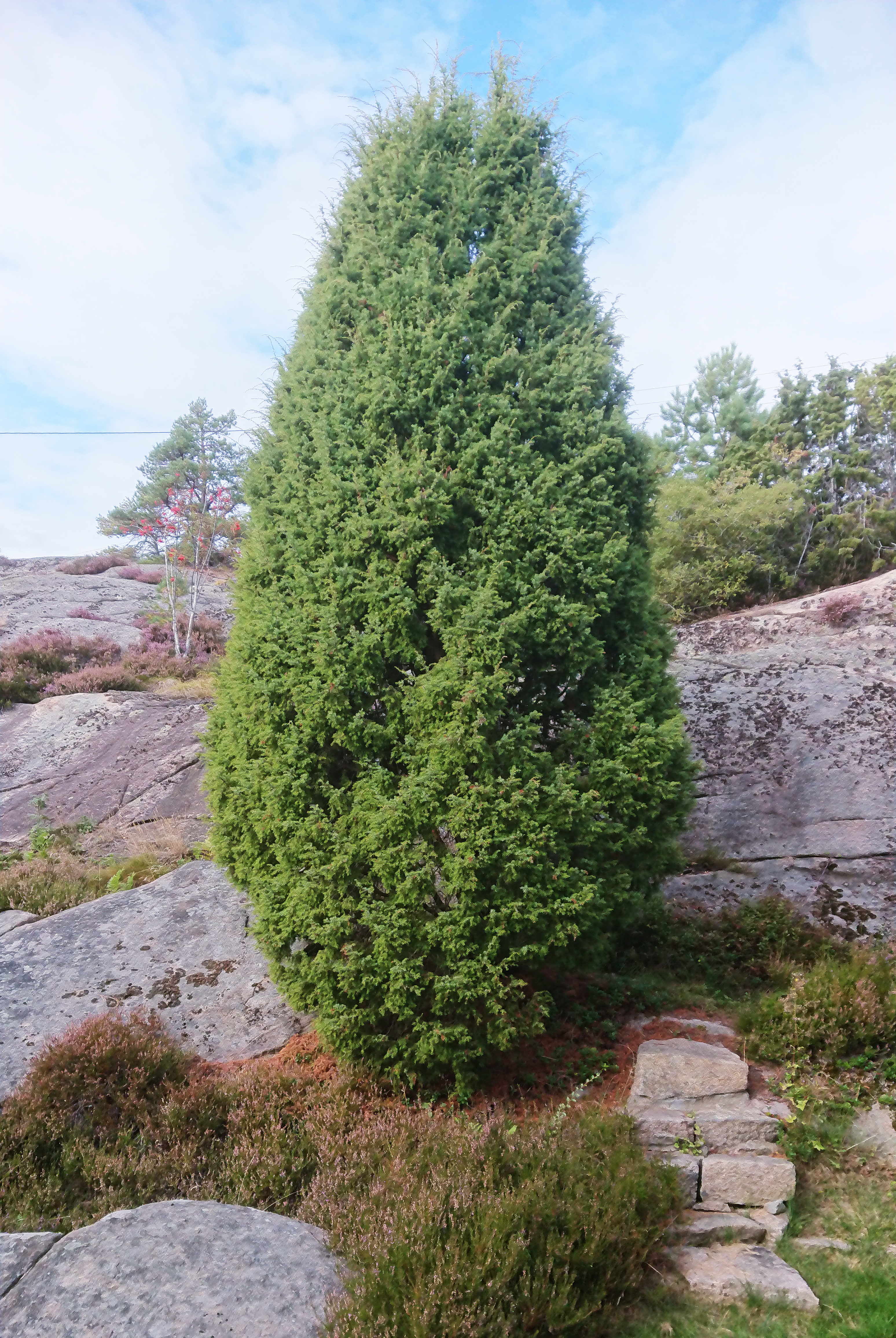
En upprät rundad en, J. communis, i Hvaler, Norge

En odlas av plantskolor som en städsegrön prydnadsväxt i parker och trädgårdar.
Vanliga sorter i odling innefattar bland annat:
- Juniperus communis 'Fontän'
- Juniperus communis 'Green Carpet'
- Juniperus communis 'Hornibrookii'
- Juniperus communis 'Kantarell'
- Juniperus communis 'Repanda' [5]
- Juniperus communis 'Vemboö' [6]

Följande sorter har vunnit AGM-utmärkelsen (Award of Garden Merit) av brittiska Royal Horticultural Society:
- Juniperus communis 'Compressa'[8]
- Juniperus communis 'Green Carpet'[9] (prostrate shrub)
- Juniperus communis 'Hibernica' (Irish juniper)[10]
- Juniperus communis 'Repanda'[11] (prostrate shrub)

## Användning
Inom folkmedicinen används växtens bär främst som urindrivande medel och ingår i ett flertal s.k. blodreningskurer. Avsikten med ett urindrivande medel i ett blodrenande medel är att öka utsöndringen av slaggämnen via urinen. Medlet ordineras även vid nedsatt njurfunktion för att öka utsöndringen av urinämnen. I svensk folkmedicin kokades kikbär i vatten eller mjölk och användes som botemedel för kikhosta.
Torkade enbär kan användas som krydda i till exempel såser och i rätter med viltkött. Enbär kan användas som brännvinskrydda, till exempel i gin och genever. Man använder också enen, såväl bär som ris, vid framställning av Gotlandsdricka och enbärsdricka.
Arkeologiska fynd tyder på att användningen av enbär i ölbryggning kan dateras tillbaka till åtminstone romersk järnålder. Rester av enbär har hittats vid platser från folkvandringstiden och den tidiga merovingiska perioden i sydvästra Tyskland, vilket indikerar att det kan ha använts för att smaksätta drycker som öl så tidigt som från 200- till 600-talet e.Kr.
Virket är segt och hållbart och har en typisk doft och används som stängselstolpar men även som slöjdvirke till t ex smörknivar.

## Status
Enen har det största utbredningsområdet av alla barrväxter och i flera regioner ökar populationen. Endast i begränsade områden som England är enen på tillbakagång. Arten hittas i många naturreservat. IUCN listar enen som livskraftig (LC).

## Bygdemål
| Namn        | Trakt                                | Ref.   | Kommentar |
| ----------- | ------------------------------------ | ------ | --------- |
| Ain         | Gotland                              | [ 16 ] |           |
| Ajn         | Jämtland, Skåne                      | [ 17 ] |           |
| Jen, jenbär | Västerbotten                         | [ 18 ] |           |
| Jenboska    | Dalarna                              | [ 18 ] |           |
| Jenbuske    | Medelpad, Västerbotten, Ångermanland | [ 18 ] |           |

Se även Jenlag

## En gammal en
En 800 år gammal en fanns i Grums i Värmland. Den fridlystes 1958 och bedömdes då vara 750 år, alltså från 1200-talet. Skogsägaren slutavverkade de kringväxande granarna 2011 och lät enen stå kvar. Sedan vindskyddet försvunnit blev enen ett lätt byte för vinden. Skogsägaren blev misstänkt för brott mot naturskyddslagen.